# ジェフェルソン・セルケイラ・テレス
ジェフェルソン（Geferson）ことジェフェルソン・セルケイラ・テレス（ポルトガル語: Geferson Cerqueira Teles、1994年5月13日 - ）は、ブラジルのサッカー選手。CSKAソフィア所属。ポジションはディフェンダー。

## 経歴
バイーア州ラウロ・ジ・フレイタスに生まれ、2002年すなわち8歳の時にECヴィトーリアの下部組織に入団。2011年にSCインテルナシオナルの下部組織に移籍、3年を過ごした。
2014年にトップチームに昇格したものの、初出場は翌2015年にずれこんだ。ディエゴ・アギーレが新たに監督に就任すると、ファブリシオの控えとして序列が上がり、2015年2月14日のカンピオナート・ガウショ、SERカシアス・ド・スル戦でスターティングメンバーに名を連ね初出場、アウェーながら2-1の勝利を収めた。その後ファブリシオがクルゼイロECへレンタル移籍となるとレギュラーの座を獲得。2015年5月23日にはカンピオナート・ブラジレイロ・セリエAで初出場、この試合はCRヴァスコ・ダ・ガマとのアウェーゲームで1-1の引分に終わった。2017年ECヴィトーリアにロ―ン移籍。
2018年1月、ブルガリアのPFC CSKAソフィアに移籍した。

## 代表歴
U-17代表としての出場経験がある。
2015年5月29日にはマルセロが負傷したため、コパ・アメリカ2015に挑むブラジル代表に招集された。しかしながら、フェリペ・ルイスが全試合フル出場したため、代表初出場とはならなかった。

## 個人成績

### クラブ
2023年6月7日現在
| クラブ              | シーズン | リーグ | リーグ | カップ | カップ | 国際大会 | 国際大会 | その他 | その他 | 合計 | 合計 |
| クラブ              | シーズン | 出場   | 得点   | 出場   | 得点   | 出場     | 得点     | 出場   | 得点   | 出場 | 得点 |
| ------------------- | -------- | ------ | ------ | ------ | ------ | -------- | -------- | ------ | ------ | ---- | ---- |
| インテルナシオナル  | 2014     | 0      | 0      | 0      | 0      | –        | –        | 0      | 0      | 0    | 0    |
| インテルナシオナル  | 2015     | 12     | 0      | 2      | 0      | 5        | 0        | 11     | 0      | 30   | 0    |
| インテルナシオナル  | 2016     | 15     | 0      | 0      | 0      | 0        | 0        | 0      | 0      | 15   | 0    |
| インテルナシオナル  | 合計     | 27     | 0      | 2      | 0      | 5        | 0        | 11     | 0      | 45   | 0    |
| ヴィトーリア (loan) | 2017     | 19     | 0      | 0      | 0      | –        | –        | 0      | 0      | 19   | 0    |
| CSKAソフィア        | 2017-18  | 13     | 0      | 1      | 0      | –        | –        | –      | –      | 14   | 0    |
| CSKAソフィア        | 2018-19  | 16     | 0      | 1      | 0      | 4        | 0        | –      | –      | 21   | 0    |
| CSKAソフィア        | 2019-20  | 19     | 1      | 4      | 0      | 6        | 1        | –      | –      | 29   | 2    |
| CSKAソフィア        | 2020-21  | 15     | 0      | 4      | 0      | 6        | 0        | –      | –      | 25   | 0    |
| CSKAソフィア        | 2021-22  | 26     | 0      | 5      | 0      | 11       | 0        | 1      | 0      | 43   | 0    |
| CSKAソフィア        | 2022-23  | 21     | 1      | 1      | 0      | 6        | 0        | 0      | 0      | 28   | 1    |
| CSKAソフィア        | 合計     | 110    | 2      | 16     | 0      | 33       | 1        | 1      | 0      | 160  | 3    |
| 通算                | 通算     | 156    | 2      | 18     | 0      | 38       | 2        | 12     | 0      | 224  | 4    |

## タイトル
インテルナシオナル
- カンピオナート・ガウショ: 2015, 2016

ヴィトーリア
- カンピオナート・バイアーノ: 2017

CSKAソフィア
- ブルガリア・カップ: 2020-21